# Een nieuw begin (stripreeks)
Een nieuw begin is een stripreeks en het vervolg op De eeuwige oorlog van schrijver Joe Haldeman en tekenaar Marvano (Mark van Oppen), een sciencefiction-stripserie. De stripserie is verschenen bij uitgeverij Dargaud. Van deze serie zijn alleen exemplaren met zachte kaften (softcovers) op de markt verschenen.
Het scenario van Nieuw begin is zo geschreven dat deze nieuwe verhalen los van de eerste trilogie kunnen worden gelezen, zij het dat er wel een duidelijke band is tussen beide cycli. Waar De eeuwige oorlog werd verteld vanuit het perspectief van Haldemans alter ego William Mandella is dit in Nieuw begin bezien vanuit het gezichtspunt van zijn levensgezellin Marygay Potter. 

## Albums
- Een nieuw begin 1; Verloren vrede (2002)
- Een nieuw begin 2; Exodus (2002)
- Een nieuw begin 3; Openbaring (2003)